# Битва на Палеслоте
Битва на Палеслоте — сражение Великой фризской войны между схирингерами и действующими на стороне феткоперов союзными силами, которое состоялось 12 мая 1420 года в районе канала Палеслот в Фрисландии между Молкверюмом и Хинделопеном. Победу одержала союзная армия под руководством Фокко Укены. В той битве погибло около 300 человек.

## Предыстория
После провала мирных переговоров, которые должны были положить конец войне, союзники под предводительством Фокко Укены отправили флот из Остлауверской Фрисландии через Вли в Хинделопен, куда прибыли в 1420 году в начале мая. Прибытие этой армии было неожиданностью для схирингеров, но вскоре им удалось собрать армию, руководство которой принял на себя Сикке Сьярда.

## Битва и последствия
Две армии встретились 12 мая 1420 года близ Палеслота недалеко от Хинделопена. Это был второй раз, когда военачальники Сикке и Фокко встретились на поле битвы. В тот день снова победил Фокко. О том, как именно происходила битва, не сообщалось, количество жертв также является спорным. Число потерь среди схирингеров варьируется от 300 убитых и 200 пленных (Ворп) до нескольких тысяч убитых и около 1000 пленных (Бенинга). В любом случае ясно, что побеждённые схирингеры бежали и нашли убежище в городах Ставерен и Слотен. Оттуда они запросили помощи у баварского герцога Иоганна III, который, согласно договору, был обязан поддерживать схирингеров.
Тем временем Фокко осадил Слотен, в котором он хотел захватить власть до того, как сможет атаковать Ставерен, главное прибежище схирингеров.
11 июля 1420 года обе стороны в Слотене вновь сошлись на поле боя. Эта битва известна как битва при Слотене.